# Вуич, Иван Васильевич
Иван Васильевич Вуич (1813—1884) — генерал-майор, профессор Николаевской академии Генерального штаба.

## Биография
Из дворянского рода Вуичей. Родился 13 апреля 1813 года, сын полковника Василия Афанасьевича Вуича.
Образование получил в Школе гвардейских подпрапорщиков и кавалерийских юнкеров, выпущен 25 июня 1831 года корнетом (со старшинством от 19 апреля 1831 года) в лейб-гвардии Конный полк.
В 1833 году Вуич успешно сдал вступительные экзамены в Николаевскую академию Генерального штаба и по окончании курса в ней с малой серебряной медалью был 25 ноября 1835 года прикомандирован к Гвардейскому Генеральному штабу. За успехи в науках был произведён в поручики. 5 октября 1836 года Вуич был зачислен в Гвардейский Генеральный штаб. В 1838 году служил на Кавказе, был знаком с М. Ю. Лермонтовым.
10 ноября 1843 году Вуич был принят в Николаевскую академию Генерального штаба адъюнкт-профессором по тактике. 6 декабря 1847 года произведён в полковники. В 1849 году он был назначен обер-квартирмейстером гвардейской пехоты и продолжал оставаться в академии, причём 3 марта стал профессором академии и занимал эту должность до 22 января 1850 года, когда был назначен обер-квартирмейстером Гвардейского пехотного корпуса. В 1850 году в Санкт-Петербурге им был опубликован военно-теоретический труд «Малая война».
8 сентября 1855 года Вуич был произведён в генерал-майоры и назначен состоять в распоряжении военного министра и генерал-квартирмейстера Главного штаба.
В 1857 году по домашним обстоятельствам вышел в отставку. Скончался 14 июня 1884 года в Санкт-Петербурге, похоронен на кладбище Воскресенского Новодевичьего монастыря.
Среди прочих наград Вуич имел ордена:
- Орден Святого Станислава 3-й степени (1844 год)
- Орден Святой Анны 2-й степени (1849 год)
- Орден Святого Владимира 4-й степени (1852 год)

## Семья

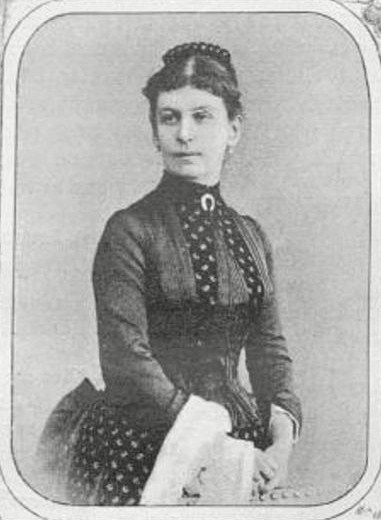
Мария Ивановна Пален

Был женат на Павле Николаевне Лори (1830—?). Их дети:
- Эммануил (1849—?), директор департамента полиции, сенатор.
- Мария (1850—1940), художница, обучалась под руководством академика П. П. Чистякова, позже совершенствовала свое мастерство в Париже. В 1877 году впервые выставила в Академии Художеств портрет своего отца, а с 1881 года её произведения экспонировались в Академии ежегодно. Состояла членом Первого Дамского художественного кружка в Петербурге и Петербургского общества художников. С 1879 года была замужем за бароном Анатолием Владимировичем Паленом (1854—1904), их сыновья Владимир и Эммануил. Умерла в эмиграции в Германии.
- Анна (1856 или 1858 — январь 1911), жена Ильи Семёновича Аладова, мать Н. И. Аладова
- Николай (1863—1917), сенатор.
- Георгий (1867—1957), управляющий Петербургской конторой Императорских театров.
- Александр (1868—1929) — действительный статский советник, камергер.